# Huernia
Huernia is een geslacht uit de maagdenpalmfamilie (Apocynaceae). De soorten komen voor in Afrika, in Nigeria en in oostelijk Afrika van Eritrea tot in Zuid-Afrika. Verder komen soorten voor op het Arabisch Schiereiland.

## Soorten
- Huernia anagaynensis Plowes
- Huernia andreaeana (Rauh) L.C.Leach
- Huernia archeri L.C.Leach
- Huernia asirensis Plowes
- Huernia aspera N.E.Br.
- Huernia baradii Plowes
- Huernia barbata (Masson) Haw.
- Huernia blyderiverensis (L.C.Leach) Bruyns
- Huernia boleana M.G.Gilbert
- Huernia calosticta Bruyns
- Huernia collenetteae Plowes
- Huernia concinna N.E.Br.
- Huernia delicata Plowes
- Huernia engleri A.Terracc.
- Huernia erectiloba L.C.Leach & Lavranos
- Huernia erinacea P.R.O.Bally
- Huernia foetida Plowes
- Huernia formosa L.C.Leach
- Huernia guttata (Masson) Haw.
- Huernia hadhramautica Lavranos
- Huernia hallii E.Lamb & B.M.Lamb
- Huernia hislopii Turrill
- Huernia humilis (Masson) Haw.
- Huernia humpatana Bruyns
- Huernia hystrix (Hook.f.) N.E.Br.
- Huernia keniensis R.E.Fr.
- Huernia kennedyana Lavranos
- Huernia khalidbinsultanii Plowes & T.A.McCoy
- Huernia kirkii N.E.Br.
- Huernia laevis J.R.I.Wood
- Huernia lavranii L.C.Leach
- Huernia leachii Lavranos
- Huernia lenewtonii Plowes
- Huernia levyi Oberm.
- Huernia lodarensis Lavranos
- Huernia loeseneriana Schltr.
- Huernia longii Pillans
- Huernia longituba N.E.Br.
- Huernia lopanthera Bruyns
- Huernia macrocarpa (A.Rich.) Schweinf. ex K.Schum.
- Huernia marnieriana Lavranos
- Huernia mccoyi Plowes
- Huernia namaquensis Pillans
- Huernia nigeriana Lavranos
- Huernia nouhuysii I.Verd.
- Huernia occulta L.C.Leach & Plowes
- Huernia oculata Hook.f.
- Huernia pendula E.A.Bruce
- Huernia piersii N.E.Br.
- Huernia pillansii N.E.Br.
- Huernia plowesii L.C.Leach
- Huernia praestans N.E.Br.
- Huernia procumbens (R.A.Dyer) L.C.Leach
- Huernia pulchra Orlando & El Azzouni
- Huernia quinta (E.Phillips) A.C.White & B.Sloane
- Huernia radhwana Plowes
- Huernia recondita M.G.Gilbert
- Huernia reticulata (Masson) Haw.
- Huernia rosea L.E.Newton & Lavranos
- Huernia rubra Plowes
- Huernia rubrosticta Plowes
- Huernia saudi-arabica D.V.Field
- Huernia schneideriana A.Berger
- Huernia similis N.E.Br.
- Huernia somalica N.E.Br.
- Huernia stapelioides Schltr.
- Huernia sudanensis Plowes
- Huernia tanganyikensis (E.A.Bruce & P.R.O.Bally) L.C.Leach
- Huernia thuretii J.F.Cels
- Huernia transvaalensis Stent
- Huernia urceolata L.C.Leach
- Huernia verekeri Stent
- Huernia volkartii Werderm. & Peitscher
- Huernia whitesloaneana Nel
- Huernia witzenbergensis C.A.Lückh.
- Huernia yemenensis Plowes
- Huernia zebrina N.E.Br.

## Hybriden
- Huernia × distincta N.E.Br.

Aganonerion · 
Acokanthera · 
Adenium · 
Aganosma · 
Allamanda · 
Alstonia · 
Alyxia · 
Amalocalyx · 
Anodendron · 
Apocynum .
Asclepias · 
Baharuia · 
Baissea · 
Beaumontia ·
Caralluma · 
Carissa · 
Catharanthus · 
Cerbera · 
Ceropegia (lantaarnplanten) · 
Chonemorpha · 
Cleghornia · 
Cynanchum · 
Dewevrella ·
Dischidia ·
Ditassa  ·
Echites · 
Elytropus · 
Epigynum · 
Eucorymbia · 
Forsteronia · 
Hoodia · 
Hoya · 
Hylaea · 
Huernia · 
Ichnocarpus · 
Ixodonerium · 
Kopsia · 
Landolphia · 
Lhotzkyella · 
Macroditassa · 
Mandevilla · 
Manothrix · 
Margaretta · 
Marsdenia · 
Matelea · 
Melinia ·
Melodinus  · 
Merrillanthus · 
Metaplexis · 
Metastelma · 
Microdactylon · 
Microloma · 
Miraglossum · 
Mitostigma · 
Morrenia · 
Motandra · 
Nautonia · 
Neoschumannia · 
Nephradenia · 
Notechidnopsis · 
Odontadenia · 
Odontanthera · 
Oncinema · 
Oncostemma · 
Ophionella · 
Orbea · 
Orbeanthus · 
Orbeopsis · 
Orthanthera · 
Orthosia · 
Oxypetalum · 
Oxystelma · 
Pachycarpus · 
Pachycymbium · 
Pachypodium · 
Papuechites · 
Parameria · 
Parapodium · 
Parepigynum · 
Parsonsia · 
Pectinaria · 
Pentacyphus · 
Pentarrhinum · 
Pentasachme · 
Pentastelma · 
Pentatropis · 
Peplonia · 
Pergularia · 
Periglossum · 
Petopentia · 
Pherotrichis · 
Philibertia · 
Piaranthus · 
Pleurostelma · 
Plumeria · 
Pseudolithos · 
Quaqua · 
Quisumbingia · 
Raphistemma · 
Raphionacme · 
Rauvolfia · 
Rhyncharrhena · 
Rhyssolobium · 
Rhyssostelma · 
Rhytidocaulon · 
Riocreuxia · 
Rojasia · 
Sarcolobus ·
Sarcostemma · 
Schistogyne · 
Schistonema · 
Schubertia · 
Secamone · 
Secamonopsis · 
Seutera · 
Sindechites · 
Sisyranthus · 
Solenostemma · 
Sphaerocodon · 
Stapelia · 
Stapelianthus · 
Stapeliopsis · 
Stathmostelma · 
Stenomeria · 
Stenostelma · 
Stigmatorhynchus · 
Schizozygia · 
Tacazzea · 
Tectiphiala · 
Trachelospermum · 
Urceola · 
Vallariopsis · 
Vinca (maagdenpalm) · 
Vincetoxicum (engbloem)